# Бойл, Патрик, 13-й граф Корк
Патрик Реджинальд Бойл, 13-й граф Корк, 13-й граф Оррери (англ. Patrick Reginald Boyle, 13th Earl of Cork and 13th Earl of Orrery; 7 февраля 1910 — 8 августа 1995) — англо-ирландский дворянин и пэр.
Полная титулатура: 13-й барон Бандон-Бридж в графстве Корк (с 19 апреля 1967 года), 13-й граф Корк (с 19 апреля 1967), 13-й граф Оррери (с 19 апреля 1967), 13-й лорд Бойл из Йола в графстве Корк (с 19 апреля 1967), 14-й виконт Дангарван в графстве Уотерфорд (с 19 апреля 1967), 13-й виконт Бойл из Киналмики в графстве Корк (с 19 апреля 1967), 10-й барон Бойл из Марстона в графстве Сомерсет (с 19 апреля 1967), 13-й лорд Бойл из Бронгхилла (с 19 апреля 1967 года).

## Биография
Родился 7 февраля 1910 года. Второй сын достопочтенного, майора Реджинальда Кортни Бойла (1877—1946), и Виолет Флауэр (1880—1974). Внук полковника Джеральда Эдмунда Бойла (1840—1927), правнук достопочтенного Джона Бойла (1803—1874), сына генерала Эдмунда Бойла, 8-го графа Корка и Оррери (1767—1856). Младший брат — Джон Уильям Бойл (1916—2003), 14-й граф Корк и Оррери с 1995 года.
Он получил образование в школе Хэрроу в Лондоне и Королевском военном колледже в Сандхерсте, графство Беркшир.
Патрик Бойл написан книгу «Sailing in a Nutshell» («Плавание в двух словах»), опубликованную в 1935 году. Участвовал во Второй мировой войне. Он получил звание капитана королевских ольстерских и бирманских стрелков. Он получил чин капитана в Камеронских войсках специальных назначения и парашютно-десантном полку. В 1943 году Патрик Бойл получил чин майора. Он был соавтором книги «Jungle, Jungle, Little Chindit», опубликованной в 1946 году.
В апреле 1967 года после смерти своего бездетного кузена, адмирала флота Уильяма Бойла, 12-го графа Корка (1873—1967), Патрик Бойл унаследовал его графские и другие дворянские титулы, став членом Палаты лордов Великобритании.
Член Королевского общества искусств. В 1973—1978 годах он занимал пост заместителя председателя комитетов Палаты лордов. С 1973 по 1978 год он также занимал должность заместителя спикера Палаты лордов.
Лорд Корк скончался 8 августа 1995 года в возрасте 85 лет. Его титулы унаследовал его младший брат, Джон Уильям Бойл, 14-й граф Корк и Оррери (1916—2003).

## Семья
28 января 1952 года Патрик Реджинальд Бойл женился первым браком на Дороти Кейт Рамсден (? — 1978), дочери Роберта Рамсдена. В 1978 году он вторично женился на Мэри Габриэль Гиннетт (? — 2 марта 1999), дочери Луиса Гиннета. Обва брака были бездетными.